# Симон Мињоле
Симон Мињоле (хол. Simon Mignolet; рођен 6. марта 1988) белгијски је фудбалски голман и репрезентативац, који тренутно наступа за Клуб Бриж.
Мињоле је започео своју каријеру 2004. године у другој белгијској дивизији, а играо је за Синт Тројден. Провео је шест година у клубу, имао је 100 лигашких наступа и постигао један гол. Прешао је у Сандерланд јуна 2010. године за 2 милиона фунти. У јуну 2013. се преселио у Ливерпул за 9 милиона фунти. Након шест проведених сезона у редовима популарних "редса" Мињоле се одмах после пораза у ФА Комјунити шилду од Манчестер ситија почетком августа 2019. године вратио у Белгију где је појачао редове Клуб Брижа.
За репрезентацију Белгије дебитовао је 2011. године. Уврштен је међу 23 фудбалера Белгије за Светско првенство 2014. у Бразилу, 2018. у Русији и 2022. године у Катару као и за Европско првенство 2016. у Француској и 2020. године организованом у једанаест градова широм Европе.

## Највећи успеси

### Синт Тројден
- Друга лига Белгије (1) : 2008/09.[5]

### Ливерпул
- Лига шампиона (1) : 2018/19.[6] (финале 2017/18.)
- Лига куп Енглеске : финале 2015/16.
- ФА Комјунити шилд : финале 2019.
- Лига Европе : финале 2015/16.

### Клуб Бриж
- Прва лига Белгије (4) : 2019/20,[7] 2020/21, 2021/22, 2023/24.
- Куп Белгије (1) : 2024/25.[8] (финале 2019/20.)
- Суперкуп Белгије (3) : 2021,[9] 2022, 2025. (финале 2024.)

### Репрезентација Белгије
- Светско првенство : треће место 2018.

## Приватни живот
Мињоле говори холандски, енглески, француски и немачки језик.  Поседује диплому из политичких наука са Католичког универзитета у Левену.  Ожењен је  и од октобра 2019. има сина. Другог сина је добио у марту 2022. године.

## Играчка статистика

### Клуб
Ажурирано 24. април 2025.
| Клуб            | Сезона          | Лига               | Лига    | Лига   | Куп     | Куп    | Остало  | Остало | Европа  | Европа | Укупно  | Укупно |
| Клуб            | Сезона          | Лига               | Наступи | Голови | Наступи | Голови | Наступи | Голови | Наступи | Голови | Наступи | Голови |
| --------------- | --------------- | ------------------ | ------- | ------ | ------- | ------ | ------- | ------ | ------- | ------ | ------- | ------ |
| Синт Тројден    | 2005/06.        | Прва лига Белгије  | 0       | 0      | 0       | 0      | —       | —      | —       | —      | 0       | 0      |
| Синт Тројден    | 2006/07.        | Прва лига Белгије  | 2       | 0      | 0       | 0      | —       | —      | —       | —      | 2       | 0      |
| Синт Тројден    | 2007/08.        | Прва лига Белгије  | 25      | 0      | 1       | 0      | —       | —      | —       | —      | 26      | 0      |
| Синт Тројден    | 2008/09.        | Друга лига Белгије | 35      | 1      | 1       | 0      | —       | —      | —       | —      | 36      | 1      |
| Синт Тројден    | 2009/10.        | Прва лига Белгије  | 39      | 0      | 1       | 0      | —       | —      | —       | —      | 40      | 0      |
| Синт Тројден    | Укупно          | Укупно             | 100     | 1      | 4       | 0      | —       | —      | —       | —      | 104     | 1      |
| Сандерланд      | 2010/11.        | Премијер лига      | 23      | 0      | 1       | 0      | 2       | 0      | —       | —      | 26      | 0      |
| Сандерланд      | 2011/12.        | Премијер лига      | 29      | 0      | 6       | 0      | 0       | 0      | —       | —      | 35      | 0      |
| Сандерланд      | 2012/13.        | Премијер лига      | 38      | 0      | 2       | 0      | 0       | 0      | —       | —      | 40      | 0      |
| Сандерланд      | Укупно          | Укупно             | 90      | 0      | 9       | 0      | 2       | 0      | —       | —      | 101     | 0      |
| Ливерпул        | 2013/14.        | Премијер лига      | 38      | 0      | 0       | 0      | 2       | 0      | —       | —      | 40      | 0      |
| Ливерпул        | 2014/15.        | Премијер лига      | 36      | 0      | 7       | 0      | 3       | 0      | 8       | 0      | 54      | 0      |
| Ливерпул        | 2015/16.        | Премијер лига      | 34      | 0      | 3       | 0      | 3       | 0      | 15      | 0      | 55      | 0      |
| Ливерпул        | 2016/17.        | Премијер лига      | 28      | 0      | 0       | 0      | 3       | 0      | —       | —      | 31      | 0      |
| Ливерпул        | 2017/18.        | Премијер лига      | 19      | 0      | 1       | 0      | 0       | 0      | 2       | 0      | 22      | 0      |
| Ливерпул        | 2018/19.        | Премијер лига      | 0       | 0      | 1       | 0      | 1       | 0      | 0       | 0      | 2       | 0      |
| Ливерпул        | Укупно          | Укупно             | 155     | 0      | 12      | 0      | 12      | 0      | 25      | 0      | 204     | 0      |
| Клуб Бриж       | 2019/20.        | Прва лига Белгије  | 27      | 0      | 5       | 0      | —       | —      | 12      | 0      | 44      | 0      |
| Клуб Бриж       | 2020/21.        | Прва лига Белгије  | 38      | 0      | 2       | 0      | —       | —      | 7       | 0      | 47      | 0      |
| Клуб Бриж       | 2021/22.        | Прва лига Белгије  | 39      | 0      | 4       | 0      | 0       | 0      | 6       | 0      | 49      | 0      |
| Клуб Бриж       | 2022/23.        | Прва лига Белгије  | 40      | 0      | 2       | 0      | 1       | 0      | 8       | 0      | 51      | 0      |
| Клуб Бриж       | 2023/24.        | Прва лига Белгије  | 32      | 0      | 5       | 0      | —       | —      | 14      | 0      | 51      | 0      |
| Клуб Бриж       | 2024/25.        | Прва лига Белгије  | 35      | 0      | 0       | 0      | 1       | 0      | 12      | 0      | 48      | 0      |
| Клуб Бриж       | Укупно          | Укупно             | 211     | 0      | 18      | 0      | 2       | 0      | 59      | 0      | 290     | 0      |
| Каријера укупно | Каријера укупно | Каријера укупно    | 555     | 1      | 43      | 0      | 16      | 0      | 84      | 0      | 699     | 1      |

1. ↑  Наступи у Купу Белгије и ФА купу.
2. ↑  Наступи у Лига купу Енглеске и  и Суперкупу Белгије.
3. ↑  Шест наступа у Лиги шампиона и два наступа у Лиги Европе.
4. ↑  Наступи у Лиги Европе.
5. ↑  Наступи у Лиги шампиона.
6. ↑  Десет наступа у Лиги шампиона и два наступа у Лиги Европе.
7. ↑  Пет наступа у Лиги шампиона и два наступа у Лиги Европе.
8. ↑  Наступи у Лиги шампиона.
9. ↑  Наступи у Лиги шампиона.
10. ↑  Наступи у Лиги конференције.
11. ↑  Наступи у Лиги шампиона.

### Репрезентација
Ажурирано 14. јун 2022.
| Белгија | Белгија | Белгија |
| Год.    | Наступи | Голови  |
| ------- | ------- | ------- |
| 2011.   | 8       | 0       |
| 2012.   | 3       | 0       |
| 2013.   | 3       | 0       |
| 2014.   | 0       | 0       |
| 2015.   | 3       | 0       |
| 2016.   | 1       | 0       |
| 2017.   | 2       | 0       |
| 2018.   | 2       | 0       |
| 2019.   | 1       | 0       |
| 2020.   | 6       | 0       |
| 2021.   | 2       | 0       |
| 2022.   | 4       | 0       |
| Total   | 35      | 0       |